# Ballarpur
Ballarpur es una ciudad y  municipio situada en el distrito de Chandrapur en el estado de Maharashtra (India). Su población es de 89452 habitantes (2011). Se encuentra a 165 km de Nagpur.

## Demografía
Según el censo de 2011 la población de Ballarpur era de 89452 habitantes, de los cuales 45877 eran hombres y 43575 eran mujeres. Ballarpur tiene una tasa media de alfabetización del 87,17%, superior a la media estatal del 82,34%: la alfabetización masculina es del 92,83%, y la alfabetización femenina del 81,24%.